# Жибек-Жолинський сільський округ (Алматинська область)
Жибе́к-жоли́нський сільський округ (каз. Жібек жолы ауылдық округі, рос. Жибек-жолынский сельский округ) — адміністративна одиниця у складі Карасайського району Алматинської області Казахстану. Адміністративний центр — село Жибек-жоли.
Населення — 41333 особи (2021; 20675 у 2009, 12047 у 1999, 10139 у 1989).
Станом на 1989 рік існувала Новочемолганська сільська рада (села Кольащи, Кошмамбет, Куркудук, Менжин, Турар, селища Жингилди, Чемолган). 2013 року села Батан та Кошмамбет увійшли до складу новоствореного Жамбильського сільського округу. До 2019 року сільський округ називався Новошамалганським.

## Склад
До складу округу входять такі населені пункти:
| Населений пункт  | Населення, осіб (1989) | Населення, осіб (1999) | Населення, осіб (2009) | Населення, осіб (2021) |
| ---------------- | ---------------------- | ---------------------- | ---------------------- | ---------------------- |
| Жингилди, село   | 54                     | 309                    | 278                    | 12                     |
| Жибек-жоли, село | 7226                   | 8923                   | 15163                  | 30124                  |
| --Лісхоз Шекара  | -                      | -                      | -                      | 10                     |
| Кольащи, село    | 965                    | 1007                   | 2615                   | 6336                   |
| --МТФ Кошмамбет  | -                      | -                      | -                      | 11                     |
| Куркудик, село   | 29                     | 56                     | 34                     | 64                     |
| Турар, село      | 1865                   | 1752                   | 2585                   | 4767                   |
| --МТФ Турар      | -                      | -                      | -                      | 9                      |